# Ród Soga
Soga (jap. 蘇我氏 Soga no uji) – jedna z najbardziej wpływowych rodzin w polityce okresu Yamato w Japonii. 
W połowie VI wieku Soga poparli wprowadzenie buddyzmu w Japonii, czym narazili się na wrogość pozostałych, wpływowych klanów Nakatomi i Mononobe. Spór pomiędzy tymi stronnictwami wywołał kilkudziesięcioletni rozłam w kraju. Ród Soga odniósł ostateczne zwycięstwo w roku 587 i zapewnił buddyzmowi życzliwe przyjęcie w Japonii. Z rozkazu cesarza wznieśli pierwszą w Japonii świątynię buddyjską. W późniejszych latach członkowie klanu Soga stali się z kolei konserwatystami sprzeciwiającymi się reformom mającym doprowadzić do centralizacji państwa japońskiego pod rządami rodu cesarskiego.